# Peter Hayes (Historiker)

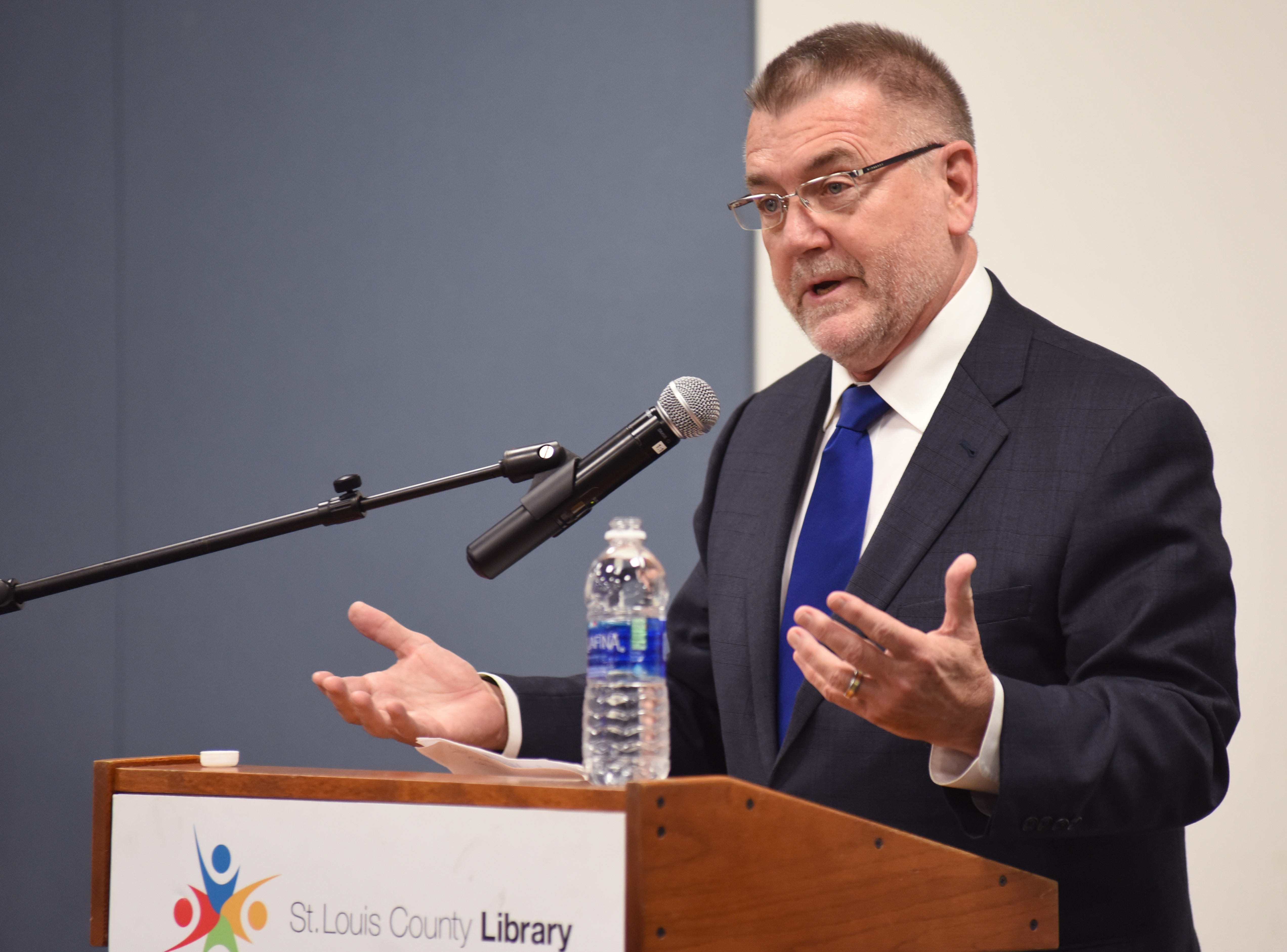
Peter Hayes, 2017

Peter Francis Hayes (* 7. September 1946 in Boston) ist ein US-amerikanischer Historiker. Sein Forschungsschwerpunkt ist die deutsche Geschichte im 20. Jahrhundert, insbesondere die Zeit des Nationalsozialismus. Sein Spezialgebiet ist die Holocaustforschung.

## Leben
Nach Studien der Geschichte, Politik, Philosophie und Wirtschaft in Oxford und Yale wurde Hayes 1982 an der Yale University zum PhD promoviert. Er lehrte von 1980 bis zu seiner Emeritierung 2016 an der Northwestern University. Er war seit 1993 Professor für Neuere Europäische Geschichte und seit 2000 Inhaber des Theodore-Zev-Weiss-Lehrstuhls für Holocaust-Studien. Er leitet den wissenschaftlichen Beirat des United States Holocaust Memorial Museum.
Bundesaußenminister Joschka Fischer berief Hayes 2005 in die Unabhängige Historikerkommission – Auswärtiges Amt, die die Geschichte des Amtes im Nationalsozialismus und den Umgang mit dieser Vergangenheit nach 1945 eingehend untersuchte. Die Ergebnisse der Kommission erschienen im Oktober 2010 als Buchpublikation unter dem Titel Das Amt und die Vergangenheit.
Hayes’ laufende Forschungsprojekte befassen sich mit deutschen Großunternehmen und dem Holocaust sowie mit dem Nationalsozialismus als Phänomen einer bestimmten Generation deutscher Eliten.
Sein 2017 auf Englisch und Deutsch erschienenes Werk Why? Explaining the Holocaust bzw. Warum? Eine Geschichte des Holocaust wird von dem Historiker und Antisemitismusexperten Wolfgang Benz als „kundige und die Argumente sorgfältig abwägende“ Studie gelobt. Zwar sei sie nicht frei von „Kurzschlüssen, Fehlern und missverständlichen Formulierungen“, insbesondere bei der Darstellung des NS-Lagersystems. Doch insgesamt atme das Buch „den Geist seriöser Gelehrsamkeit, ist dabei hervorragend geschrieben und angenehm zu lesen“.

## Schriften (Auswahl)
- Industry and Ideology. IG Farben in the Nazi Era. 2. Auflage, Cambridge University Press, Cambridge 2001, ISBN 0-521-78638-X (zuerst 1987).
- The People and the Mob. The Ideology of Civil Conflict in Modern Europe. Praeger, Westport, Connecticut 1992, ISBN 0-275-94336-4.
- Hrsg. mit Irmtrud Wojak: „Arisierung“ im Nationalsozialismus. Volksgemeinschaft, Raub und Gedächtnis (= Jahrbuch der Fritz-Bauer-Instituts für Geschichte und Wirkung des Holocaust. 2000). Campus, Frankfurt am Main 2000, ISBN 3-593-36494-8.
- Die Degussa im Dritten Reich. Von der Zusammenarbeit zur Mittäterschaft. Beck, München 2004, ISBN 3-406-52204-1.
- zusammen mit Eckart Conze, Norbert Frei und Moshe Zimmermann: Das Amt und die Vergangenheit. Deutsche Diplomaten im Dritten Reich und in der Bundesrepublik. Blessing, München 2010, ISBN 978-3-89667-430-2.
- Why? Explaining the Holocaust. W. W. Norton & Company, New York, 2017, ISBN 978-0-393-25436-5.
  - Warum? Eine Geschichte des Holocaust. Aus dem Englischen von Ursel Schäfer. Campus, Frankfurt am Main 2017, ISBN 978-3-593-50745-3.